# مذبحة مانيلا
مذبحة مانيلا، المُسماة أيضًا اغتصاب مانيلا، شملت مجموعة الأعمال الوحشية التي ارتكبتها القوات اليابانية ضد المدنيين الفلبينيين في مدينة مانيلا، عاصمة الفيليبين، خلال معركة مانيلا (3 فبراير 1945 – 3 مارس 1945) التي وقعت خلال الحرب العالمية الثانية. وصل العدد الإجمالي للمدنيين الذين قُتلوا خلال المعركة إلى نحو 100 ألف مدني.
كانت مذبحة مانيلا واحدةً من العديد من جرائم الحرب الكبرى التي ارتكبها الجيش الياباني الإمبراطوري، وفقًا لحكم المحكمة العسكرية في مرحلة ما بعد الحرب. حُمّل القائد العام الياباني تومويوكي ياماشيتا ورئيس أركان الجيش أكيرا موتو المسؤولية عن المذبحة وغيرها من جرائم الحرب في محاكمة بدأت في شهر أكتوبر من عام 1945. أُعدم ياماشيتا بتاريخ 23 فبراير عام 1946، وأُعدم موتو بتاريخ 23 ديسمبر عام 1948.

## التوصيف

### المذبحة
«كان لدى الأمريكيين الذين توغلوا في مانيلا جيش مؤلف من ألف جندي، وعدة آلاف من الفيليبينيين تحت قيادة جيش الكومنولث ورجال حرب العصابات المنظمة. حتى النساء والأطفال انضموا إلى العصابات المنظمة. يجب أن يُعدم جميع الأشخاص الموجودين في ساحة المعركة باستثناء العسكريين والمدنيين اليابانيين ووحدات البناء الخاصة».

– أمر ياباني يبرر مذبحة مانيلا
قبل المعركة، قرر القائد العام تومويوكي ياماشيتا أنه لن يكون قادرًا على الدفاع عن مانيلا بالقوات المتاحة له، وللحفاظ على أكبر قوة ممكنة من الفلبينيين في منطقة لوزون الجبلية الريفية، فقد أصر على انسحاب كامل للقوات اليابانية من مانيلا في شهر يناير من 1945. من ناحية ثانية، تجاهل أمر ياماشيتا نحو 10 آلاف من مشاة البحرية تحت قيادة العميد البحري سانجي إيوبوشي الذي اختار البقاء في مانيلا. لم يتمكن نحو أربعة آلاف من أفراد الجيش الياباني من مغادرة المدينة بسبب تقدم القوات الفلبينية والأمريكية.
في معركة مانيلا الممتدة من فبراير إلى مارس عام 1945، تقدم جيش الولايات المتحدة إلى داخل مدينة مانيلا من أجل طرد اليابانيين منها. خلال فترات الهدوء المؤقت في معركة السيطرة على المدينة، صبّت القوات اليابانية غضبها وفشلها على المدنيين في المدينة. حدثت تشويهات وعمليات اغتصاب ومذابح عنيفة في المدارس والمستشفيات والأديرة ومن ضمنها مستشفى سان جوان دي ديوس، وجامعة سانتا روزا، وكنيسة سانتو دومينغو، وكاتدرائية مانيلا، ودير سان بول، وكنيسة سان فنسنت دي بول.
تحدث الدكتور أنطونيو غيسبر عن قتل والده وأخيه في قصر الحاكم قائلًا: «أنا واحد من القلة الناجين، الذين لا يزيد عددهم عن 50 من أصل 3000 رجل اقتيدوا إلى داخل فورت سانتياغو وذُبحوا بعد يومين من ذلك».
أجبر اليابانيون النساء والأطفال الفيليبينيين على العمل دروعًا بشرية على الخطوط الأمامية بغرض حماية المواقع اليابانية. قُتل أولئك الناجون على يد اليابانيين.

### عمليات التطهير
نفّذ اليابانيون عمليات التطهير من أجل تطهير شمال مانيلا من العصابات، من خلال إعدامهم أكثر من 54 ألف فيليبيني، من ضمنهم أطفال، خلال مرورهم عبر البلدات.
قُتلت النساء الفيليبينيات الحوامل عن طريق شق بطونهن في حين أعدم اليابانيون المدنيين الفلبينيين الذين حاولوا الفرار.